# Австрийско-уругвайские отношения
Австрийско-уругвайские отношения — двусторонние дипломатические отношения между Австрией и Уругваем. 

## История
Дипломатические отношения между странами существуют ещё со времен Австро-Венгерской империи: в 1870 году барон Антон фон Пец праздновал подписание Договора о «Дружбе, мореплавании и торговле» между государствами
Посол Австрии в Буэнос-Айресе представляет Австрию также и в Уругвае. У Австрии есть почетное консульство в Монтевидео. Уругвай имеет посольство в Вене (посол также представляет государство в Венгрии и Словакии) и консульство в Зальцбурге.
В Уругвае также есть небольшая, но существенная группа людей австрийского происхождения, включая некоторых бывших членов австрийской аристократии.
С 2009 года между государствами действует Договор о социальной защите.